# Кстинино (Кировская область)
Ксти́нино — село в Кирово-Чепецком районе Кировской области, административный центр Кстининского сельского поселения.

## Название
Историк П. Н. Луппов полагал, что появление села — следствие русской колонизации Вятской земли в XV—XVI веках, и название происходит от слова «кстить, крестить».

## География
Расстояние между Кирово-Чепецком и Кстинино — 25 км. Село расположено на половине горы, вблизи от небольшой речки Полой, на крутом повороте старого Казанского тракта (Ныне это автодорога Р169 Киров — Малмыж — Вятские Поляны). С Кирово-Чепецком село связано пригородным транзитным автобусным маршрутом № 128 (Кирово-Чепецк — Бурмакино. Кроме того, действуют транзитные маршруты № 103 (Кирово-Чепецк — Киров), № 109 (Бурмакино — Киров) и № 125 (Киров — Кумёны).

## История
Профессор А. В. Эммаусский полагал, что уже в начале XV века Кстинино было вотчинным хозяйством потомков князя Константина Васильевича Суздальского, потерявших свои владения в борьбе с Москвой. Другие исследователи считают, что село основали переселенцы из вологодского села Кстинино, вскоре после завоевания в 1489 году Вятской республики войском Русского государства.
Архангельский погост «на Кстинино» в Берёзовском стану впервые упоминается в 1615 году в Дозорной книге князя Звенигородского. В 1629 году в селе — 39 дворов, из них 6 церковных. В XVII веке село становится центром Берёзовского стана, к концу века в Кстининском приходе насчитывалось около 300 дворов (2000 жителей). В селе были три деревянные церкви, последняя разобрана 23 марта 1754 года. К 1693 году в Кстинино был построен первый белокаменный храм.
В селе имелись медицинский пункт, церковно-приходская женская и земская мужская школы. В 1891 году при мужском училище была открыта народная библиотека, позднее возникли народные чтения с показом световых картин. По данным 1888 года, в Кстининской волости было 170 селений (9570 человек), 8 сельских общин. Жители, кроме земледелия, занимались ремёслами: устройством зимних саней и летних телег, плетением корзин и дорожных ящиков, гончарным, столярным, кузнечным, малярным и производством гармоник.
По данным переписи населения 1926 года, село — центр Кстининского сельсовета, население 473 человек (98 хозяйств).
В 1980-е годы в селе находился центр совхоза «Кстининский».

## Население
| 2010 |
| ---- |
| 1029 |

## Инфраструктура
В селе имеются Кстининская средняя школа, детский сад, Дом культуры, библиотека, амбулатория, почта, ЖКХ, газовый участок, несколько магазинов, пекарня, столовая.

## Застройка

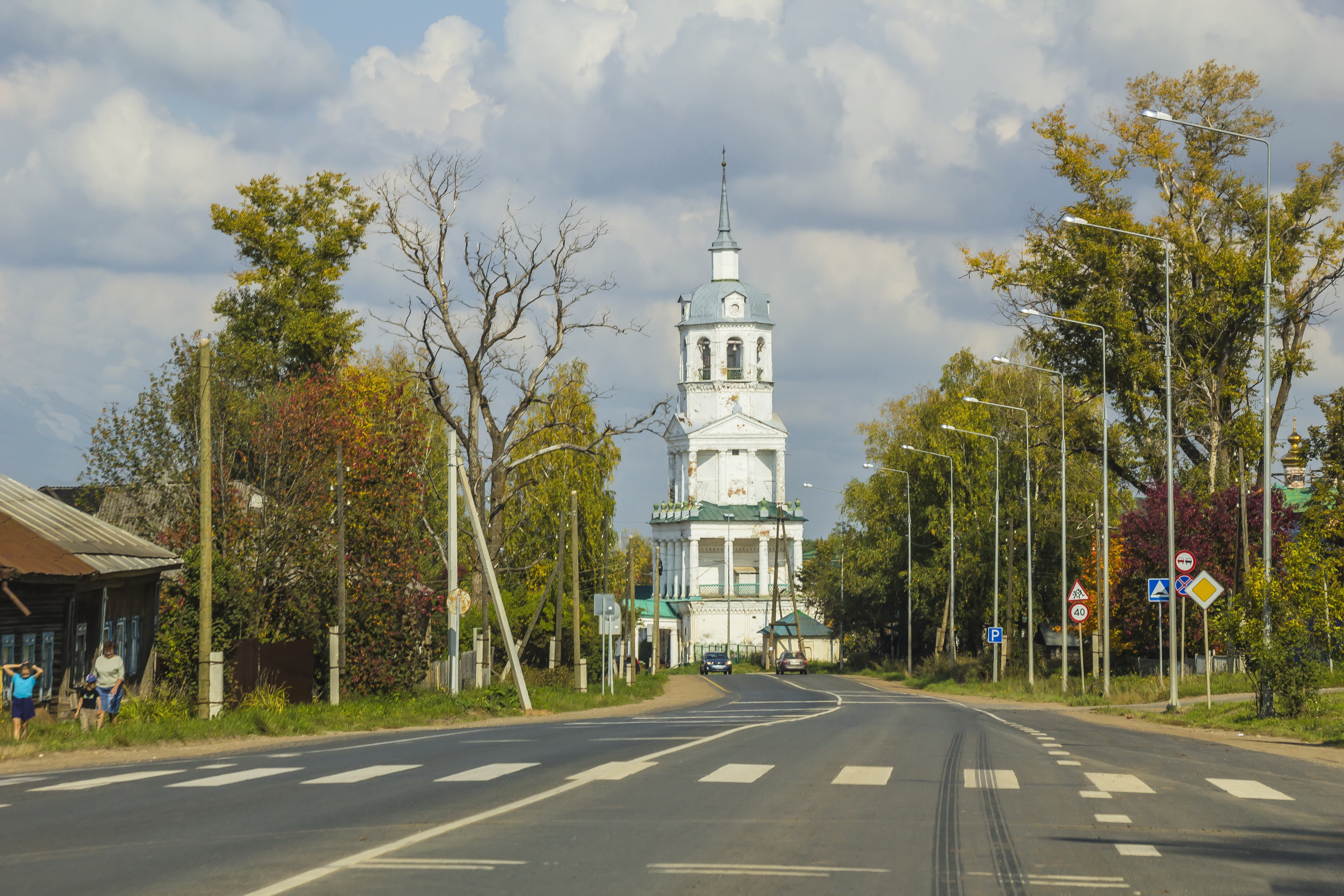

Улицы села: Береговая, Газодобытчиков, Заречная, Лесная, Луговая, Молодёжная, Надымская, Новая, Полевая, Профсоюзная, Советская, Солнечная, Сосновая, Троицкая, Труда, Успенская, Чугуновская, Школьная. Переулки: Молодёжный, Новый, Солнечный.
Церковь Троицы Живоначальной в селе Кстинино в соответствии с Указом Президента Российской Федерации от 20 февраля 1995 года № 176 «Об утверждении перечня объектов исторического и культурного наследия Федерального (общероссийского) значения» внесена в Раздел III. Памятники градостроительства и архитектуры по Кировской области.